# Frank Acheampong
Frank Opoku Acheampong (Acra, Ghana, 16 de octubre de 1993) es un futbolista ghanés que juega de delantero en el Henan F. C. de la Superliga de China.

## Selección nacional
Ha sido internacional con la selección de fútbol de Ghana en 23 ocasiones en las que ha anotado dos goles.

### Participaciones en Copas del Mundo
| Mundial                               | Sede    | Resultado     |
| ------------------------------------- | ------- | ------------- |
| Copa Mundial de Fútbol Sub-20 de 2013 | Turquía | Tercer puesto |

## Clubes
| Club                         | País      | Año       |
| ---------------------------- | --------- | --------- |
| Buriram United               | Tailandia | 2011-2013 |
| R. S. C. Anderlecht (cedido) | Bélgica   | 2013      |
| R. S. C. Anderlecht          | Bélgica   | 2013-2017 |
| Tianjin Teda (cedido)        | China     | 2017      |
| Tianjin Teda                 | China     | 2018-2020 |
| Shenzhen F. C.               | China     | 2021-2023 |
| Henan F. C.                  | China     | 2024-     |

## Palmarés

### Títulos nacionales
| Título                       | Club                | País      | Año  |
| ---------------------------- | ------------------- | --------- | ---- |
| Liga de Tailandia            | Buriram United      | Tailandia | 2011 |
| Copa FA de Tailandia         | Buriram United      | Tailandia | 2011 |
| Copa de la Liga de Tailandia | Buriram United      | Tailandia | 2011 |
| Copa FA de Tailandia         | Buriram United      | Tailandia | 2012 |
| Copa de la Liga de Tailandia | Buriram United      | Tailandia | 2012 |
| Pro League                   | R. S. C. Anderlecht | Bélgica   | 2013 |
| Supercopa de Bélgica         | R. S. C. Anderlecht | Bélgica   | 2013 |
| Pro League                   | R. S. C. Anderlecht | Bélgica   | 2014 |
| Supercopa de Bélgica         | R. S. C. Anderlecht | Bélgica   | 2014 |
| Pro League                   | R. S. C. Anderlecht | Bélgica   | 2017 |